# Krševan Santini
Krševan Santini (ur. 11 kwietnia 1987 w Zadarze, Jugosławia) – chorwacki piłkarz, występujący na pozycji bramkarza.

## Kariera piłkarska

### Kariera klubowa
W 2004 rozpoczął karierę klubową w NK Zadar, skąd na początku 2006 przeszedł do klubu Velebit Benkovac. Nie rozegrał żadnego meczu i latem 2006 przeniósł się do HNK Segesta, w którym również siedział na ławce rezerwowych. Dlatego latem 2007 odszedł do drugoligowej Moslaviny Kutina. Po wygaśnięciu kontraktu w październiku 2009 powrócił do Velebitu. Ale już jako wolny agent na początku 2010 zasilił skład klubu ze stolicy Hrvatski Dragovoljac Zagrzeb. Latem 2010 został piłkarzem pierwszoligowego Interu Zaprešić. 26 lutego 2013 podpisał półroczny kontrakt z ukraińską Zorią Ługańsk. 8 stycznia 2016 opuścił ługański klub i wkrótce został piłkarzem cypryjskiego klubu Enosis Neon Paralimni.

## Życie prywatne
Krševan jest starszym bratem Ivana grającego na pozycji napastnika.